# Pàtria (revista)
Pàtria va ser una revista publicada a Tarragona des del 18 d'agost de 1900 fins al desembre de 1903. Pàtria era una revista mensual, literària il·lustrada, escrita en català. En el primer número s'anunciava d'aquesta forma el respecte per l'escriptura dels autors:
| «                                                                    | No haventhi encara, en lo catalá, autoritat que ficsi regles ortograficas, en els treballs firmats els hi será respectada l'ortografia que usin sos autors | » |
| — Portaveu del Centre catalanista "Las Quatre Barres", Patria, núm.1 | |   |

## Història
Com s'esmenta anteriorment, aquesta revista es va publicar a Tarragona durant tres anys. Al primer número es podia llegir: 
| « | "Aymadors de Catalunya, qui'n nom més escayent podíam escullir pera nostra revista que'l de PATRIA? Catalans de cor, aquest sol nom nos dona alas al esperit y forsas al cor: que, jovenets com som, sentim ab tota sa intensitat eix amor a la nostra Pàtria, el que dirigirém primer envers nostra aymada Tarragona, per examplarlo fins Catalunya y engrandirlo al Estat espanyol; ja que, com diu un celebrat escriptor, no pot ser bon ciutadá de cap Estat, qui no tinga son nadiu terrer, per pobre y miserable que sía, pe'l millor tros del mon; com no pot ser bon fill, qui no tinga á sa mare per la més bona y santa de las donas. D'aquí que comensarém nosaltres per ser ben tarragonins, que lo demés ja vindrá; y com q'en catalá sentim, pensem y parlem, en catalá serà escrita nostra revista.(...)" | » |

El dibuix de la capçalera és del soci i artista Casimir Aymamí i el fotogravat és del taller de la casa Furnells de Barcelona. Hi figuren els escuts de Catalunya i el de la ciutat. Al 1901 el mateix artista en va fer modificacions accentuant el gust modernista de l'època. Posteriorment la il·lustració va anar a càrrec de Josep Balanyà.
La impressió de la revista, es realitzava a la Impremta de F. Arís y Fill de Tarragona.
La redacció i administració, quedaren instal·lades en el domicili de "Las Quatre Barras", al num.6 del carrer de les Escrivanies Velles. A partir del núm.13 (19 d'agost 1901), la redacció i administració es trasllada al primer pis del núm. 6 del carrer de la Nau on vivia Lluís Benaiges. A partir del tercer any, la redacció de «Patria» era a la seu social de la «Joventut Catalanista». I al mes d'octubre de 1902 amb el trasllat de Benaiges a Barcelona, la redacció torna a canviar de domicili movent-se als tallers de la impremta d'Arís, al carrer Sant Francesc, núm.14.
Si bé el director de la revista, era el president del Centre catalanista "Las Quatre Barras", en la pràctica qui el dirigia i hi col·laborava era Lluís Benaiges i Vila.
Comptava amb il·lustracions, gairebé sempre fotografies de temes tarragonins a la portada. Originals dels socis com Antoni Quintana i Josep Oller Domingo a primera plana o bé dibuixos, la majoria d'ells de Casimir Aymamí i d'altres artistes com Hermenegild Vallvé i Ricard Olivé.
Pàtria era una revista amb col·laboracions de qualitat com afirma Del Arco. Alguns dels col·laboradors eren Pere Lloret i Ordeix, Adolf Alegret, Pau Delclòs, Agustí M. Gisbert, Alfred Opisso, Bernabé Martí i Bofarull, Josep M. Folch i Torres, Valeri Serra i Boldú, Ricard Roca, Joan Mercader i Vives, Francesc Carbó i Olivé, Joan Poblet i Teixidó. Més endavant s'incrementaran les col·laboracions amb noves firmes de prestigi: Alfons Maseras, Ferran Querol, Joan Ruiz i Porta, Narcís Oller i Mossèn Antoni M. Alcover entre d'altres.
A partir del núm.14, la revista quedà desvinculada del Centre i va incloure com a subtítol: «Revista Literaria Mensual Ilustrada», es convertí en independent sota la direcció de Lluís Benaiges, que a partir d'aquell moment passà a ser-ne el propietari. Aquests canvis no van significar una ruptura amb el Centre. El subtítol de la revista tornarà a canviar, encara, una vegada més: «Revista Literària Catalana Ilustrada» i es mantindrà aquest fins al final.
Al 1903, malgrat l'interès, la vocació, l'entusiasme i la bona voluntat del seu director i propietari Lluís Benaiges, la revista, acabà sucumbint pels problemes econòmics i ofegada sota el pes de la competència de les moltes publicacions catalanistes de l'època, més fortes econòmicament i més arrelades.
Al 1908, Lluís Benaiges, que continua residint a Barcelona, reeditarà, de nou, la revista Patria. Revista Literaria Catalana Ilustrada. En aquesta segona època, la redacció se situa al carrer Aribau, núm.108, 2n 2a i l'administració al carrer Petritxol, núm.14, 2n 2a. En la salutació publicada al núm.1 de l'any V (2a època), diu: 
| «                                                            | Al rependre nostres tasques plaunos donar nostra més coral salutació a tota la premsa en general y particularment a la catalana. Als que ja'ns coneixen no cal dirlosho a lo que venim, puix no som un element nou y sí vols volem omplir el buyd que vam deixar. A qui vulgui posarnos a nostre costat sols hem de dir que venim animats de bons y ferms propòsits, y que, com abans, treballem pera analtir nostres lletres ensemps que pera l'engrandiment de nostra benvolguda Catalunya. | » |
| — La Redacció, Pàtria. Revista Literaria Catalana Ilustrada. | |   |

I Lluís Benaiges en el mateix número, en un article que porta per títol: «Patria Nova» afageix: 
| «                                                               | Aquí tenen uns y altres l'humil revista Patria: sigui, donchs, ella la vera comunió entre'ls tarragonins d'aquí y'ls d'allà, ensemps que la germanívola llassada de tots els bons fills de Catalunya. | » |
| — Lluís Benaiges, Pàtria. Revista Literaria Catalana Ilustrada. | |   |

Es conserva la col·lecció completa a la Biblioteca Hemeroteca Municipal de Tarragona en format digital gràcies a la família Quintana que va cedir els originals. De la segona època es conserven a la Biblioteca Hemeroteca Municipal els tres primers números en format digital.
També es pot consultar a la Biblioteca Pública de Tarragona.

## Aspectes tècnics
Els primers números tenien 8 pàgines a una columna, sent l'última reservada a la publicitat, amb un format de 15x24 cm. El preu de l'exemplar era de cinc cèntims. A partir de 1902 canvia el format a 20x26 cm a 12 pàgines a dues columnes i la coberta amb anuncis. El preu de la subscripció anual passa d'una a dues pessetes.